# Pogonillus subfasciatus
Pogonillus subfasciatus är en skalbaggsart som beskrevs av Bates 1885. Pogonillus subfasciatus ingår i släktet Pogonillus och familjen långhorningar.
Artens utbredningsområde är Guatemala. Inga underarter finns listade i Catalogue of Life.